# Alex Gasperoni
Alex Gasperoni (ur. 30 czerwca 1984 w San Marino) – sanmaryński piłkarz występujący na pozycji pomocnika, reprezentant San Marino w latach 2003–2019.

## Kariera klubowa
Grę w piłkę nożną rozpoczął w akademii San Marino Calcio. W styczniu 2003 roku został wypożyczony do AC Mezzolara (Serie D), gdzie zaliczył 12 ligowych występów. Sezon 2003/04 spędził na wypożyczeniu w Castel San Pietro Terme Calcio, gdzie zanotował 17 spotkań w Serie D. Po powrocie do San Marino Calcio rozegrał dla tego klubu 2 mecze na poziomie Serie C2. Latem 2005 roku został graczem SS Murata, z którą zdobył trzykrotnie mistrzostwo San Marino, dwukrotnie krajowy puchar oraz dwukrotnie superpuchar. W lipcu 2007 roku zadebiutował w europejskich pucharach w meczu z Tampere United (0:2) w kwalifikacjach Ligi Mistrzów 2007/08. W trakcie gry dla SS Murata (2005–2010), dzięki zezwalającym na to przepisom FSGC, występował jednocześnie we włoskich zespołach z Serie D: Narnese Calcio, US Tolentino, AS Cervia 1920 oraz z Prima Categoria Emilia-Romagna: Sportingu NovaValmarecchia oraz Olympii Nova-Secchiano. Będąc graczem Sportingu, doznał poważnej kontuzji, po której przeszedł półroczną rekonwalescencję.
Przed sezonem 2010/11 Gasperoni został zawodnikiem SP Tre Penne, gdzie występował przez 11 kolejnych lat – z przerwą na półroczne wypożyczenie do Riccione Calcio 1926 (Prima Categoria) w 2019 roku. W jego barwach rozegrał 256 spotkań we wszystkich rozgrywkach i wywalczył czterokrotnie mistrzostwo kraju, Puchar San Marino oraz trzykrotnie Superpuchar San Marino, co czyni go jednym z najbardziej zasłużonych graczy w historii klubu. W lipcu 2013 roku wystąpił w wygranym 1:0 meczu z Szirakiem Giumri w kwalifikacjach Ligi Mistrzów 2013/14, który był pierwszym zwycięstwem odniesionym przez sanmaryński klub w rozgrywkach klubowych pod egidą UEFA. W 2016 roku został przez FSGC nominowany do nagrody Pallone di Cristallo. Latem 2021 roku Gasperoni odszedł do AC Libertas.

## Kariera reprezentacyjna
Alex Gasperoni w latach 2002–2006 występował w reprezentacji San Marino U-21 i był jej kapitanem. 20 sierpnia 2003 zadebiutował w seniorskiej kadrze San Marino w zremisowanym 2:2 towarzyskim meczu z Liechtensteinem, w którym strzelił bramkę. Wraz z Nicolą Ciaccim i Lorenzo Lazzarim są oni jedynymi sanmaryńskimi piłkarzami, którzy zdobyli gola w debiucie w drużynie narodowej. 28 kwietnia 2004 Gasperoni wystąpił w wygranym 1:0 meczu przeciwko Liechtensteinowi w Serravalle, w którym San Marino odniosło jedyne dotychczasowe zwycięstwo. Ogółem w latach 2003–2019 Gasperoni rozegrał w drużynie narodowej 48 spotkań (46 zakończyło się porażką) i zdobył 1 bramkę.

### Bramki w reprezentacji
| Lp. | Data             | Miejsce                  | Przeciwnik    | Bramka | Rezultat | Ranga meczu     |
| --- | ---------------- | ------------------------ | ------------- | ------ | -------- | --------------- |
| 1.  | 20 sierpnia 2003 | Rheinpark Stadion, Vaduz | Liechtenstein | 1:2    | 2:2      | Mecz towarzyski |

## Życie prywatne
Brat Bryana Gasperoniego.

## Sukcesy
SS Murata
- mistrzostwo San Marino: 2005/06[18], 2006/07[19], 2007/08
- Puchar San Marino: 2006/07, 2007/08
- Superpuchar San Marino: 2006, 2009

SP Tre Penne
- mistrzostwo San Marino: 2011/12, 2012/13, 2015/16, 2018/19
- Puchar San Marino: 2016/17
- Superpuchar San Marino: 2013, 2016, 2017